# Ozyptila lugubris
Ozyptila lugubris là một loài nhện trong họ Thomisidae.
Loài này thuộc chi Ozyptila. Ozyptila lugubris được miêu tả năm 1875 bởi Kroneberg.